# Lew Plescow
Lew Fiodorowicz Plescow, ros. Лев Федорович Плесцов (ur. ?, zm. po 1941 r.) – rosyjski wojskowy (pułkownik), działacz emigracyjny, działacz skautowski
Służył w armii rosyjskiej. Brał udział w I wojnie światowej. Był rotmistrzem 15 Pierejasłowskiego Pułku Dragonów. W 1918 r. wstąpił do wojsk Białych gen. Antona I. Denikina. Służył w odtworzonym 15 Pierejasłowskim Pułku Dragonów, dochodząc do stopnia pułkownika. Na emigracji zamieszkał w Polsce. W listopadzie 1920 r. stanął na czele oddziału ewakuacyjnego Rosyjskiego Komitetu Politycznego w Warszawie. W kolejnych latach pełnił funkcję dyrektora warszawskiego gimnazjum rosyjskiego. Pod koniec lat 20. stanął na czele skautów rosyjskich w Polsce. Pod koniec listopada 1937 r. zrezygnował z tej funkcji. Wiadomo, że w 1941 r. żył w okupowanej Warszawie. O jego dalszych losach brak informacji.